# John Holmes Dingle
John Holmes Dingle (* 24. November 1908 in Cooperstown (North Dakota); † 15. September 1973) war ein US-amerikanischer Mediziner (Bakteriologie, Immunologie) und Hochschullehrer an der Case Western Reserve University.
Dingle war der Sohn eines Methodistengeistlichen und wuchs unter beschränkten finanziellen Verhältnissen auf. Nach dem Tod des Vaters zog er mit seiner Familie nach Seattle. Er studierte Pharmakologie an der University of Washington mit dem Bachelor-Abschluss 1930 (summa cum laude) und dem Master-Abschluss 1931 und Medizin an der Johns Hopkins University mit der Promotion in Immunologie 1933. Sein Studium musste er selbst finanzieren (ein Stipendium war durch die Depression wertlos geworden). Seine erste Stellen waren als Bakteriologe am Labor der staatlichen Gesundheitsbehörde von Maryland und bei einer Pharmafirma (Upjohn). Ab 1935 konnte er mit einem Stipendium sein Medizin-Studium an der Harvard University fortsetzen und schloss es 1939 magna cum laude ab (M. D.). Zu seinen Professoren gehörte dort Hans Zinsser. Danach war er ein Jahr House Officer im Boston Children´s Hospital, war dann als Frances Weld Peabody Fellow am Boston City Hospital (Thorndike Memorial Laboratory) und ab 1941 Instructor in der Abteilung Bakteriologie und Immunologie in Harvard. Im Zweiten Weltkrieg diente er im Army Medical Corps und war Mitglied des Armed Forces Epidemiological Board, für den er eine Kommission zu Atemwegserkrankungen in Fort Bragg leitete (Direktor 1942 bis 1955). Er war bis 1967 im Armed Forces Epidemiological Board und 1955 bis 1957 dessen Präsident. Er war Professor an der Caser Western Reserve University und dort von der Gründung 1949 bis 1969 Direktor der Abteilung Präventive Medizin. Er trat zurück, nachdem eine schleichende Erkrankung diagnostiziert wurde, die ihn an den Rollstuhl fesselte. Er blieb aber bis zu seinem Tod nach einem Herzanfall Elizabeth Severance Prentiss Professor of Preventive Medicine.
Er befasste sich mit der Epidemiologie und den Ursachen von akuten Atemwegserkrankungen (wie Lungenentzündung und Erkältungen).
1959 erhielt er den Lasker~DeBakey Clinical Medical Research Award. 1968 erhielt er den Bristol Award. Er war Mitglied der National Academy of Sciences und seit 1965 der American Academy of Arts and Sciences. 1957/58 war er Präsident der American Association of Immunologists. 1954 bis 1959 war er Associate Editor des Journal of Immunology.
Er erhielt die Legion of Merit, 1960 den James D. Bruce Memorial Award und 1967 den Outstanding Civilian Service Award der US Army und 1973 das Certificate of Appreciation.
Er war seit 1946 mit Doris Brown verheiratet und hatte einen Sohn und eine Tochter.